# Стратфорд (Јужна Дакота)
Стратфорд (енгл. Stratford) град је у америчкој савезној држави Јужна Дакота.

## Демографија
По попису из 2010. године број становника је 72, што је 24 (-25,0%) становника мање него 2000. године.
| Група             | 2000.      | 2010.      |
| Белци             | 94 (97,9%) | 69 (95,8%) |
| Афроамериканци    | 0 (0,0%)   | 0 (0,0%)   |
| Азијати           | 0 (0,0%)   | 0 (0,0%)   |
| Хиспаноамериканци | 2 (2,1%)   | 0 (0,0%)   |
| Укупно            | 96         | 72         |